# Noticias PY
Noticias Paraguay (NPY) es un canal de televisión abierta paraguayo dedicado exclusivamente a las noticias. Fundado el 17 de abril de 2017, es propiedad de Antonio J. Vierci del Grupo Vierci. Es el primer canal de noticias en transmitir las 24 horas al día.

## Historia
Inició sus transmisiones el 17 de abril de 2017 al mismo tiempo que nació también C9N, en sus inicios era un canal de noticias de televisión por suscripción y luego se lanzó posteriormente por la TDT en el canal 18.2. Se basan con periodistas y conductores de las cadenas hermanas del Grupo Vierci tales como Telefuturo y Latele.
El 1 de enero de 2019 a las 12:05 a.m. Noticias Paraguay reemplazó a Red Guaraní y tomó su lugar en sus frecuencias por televisión terrestre análoga, en el canal 2 VHF de Asunción y aun así llegando a todo el territorio paraguayo. Mientras que en la televisión por cable especialmente en Tigo Star, Red Guaraní fue reemplazado por Estación 40 TV.
El 31 de octubre de 2023 NPY cambio su logotipo por primera vez.

## Logotipos

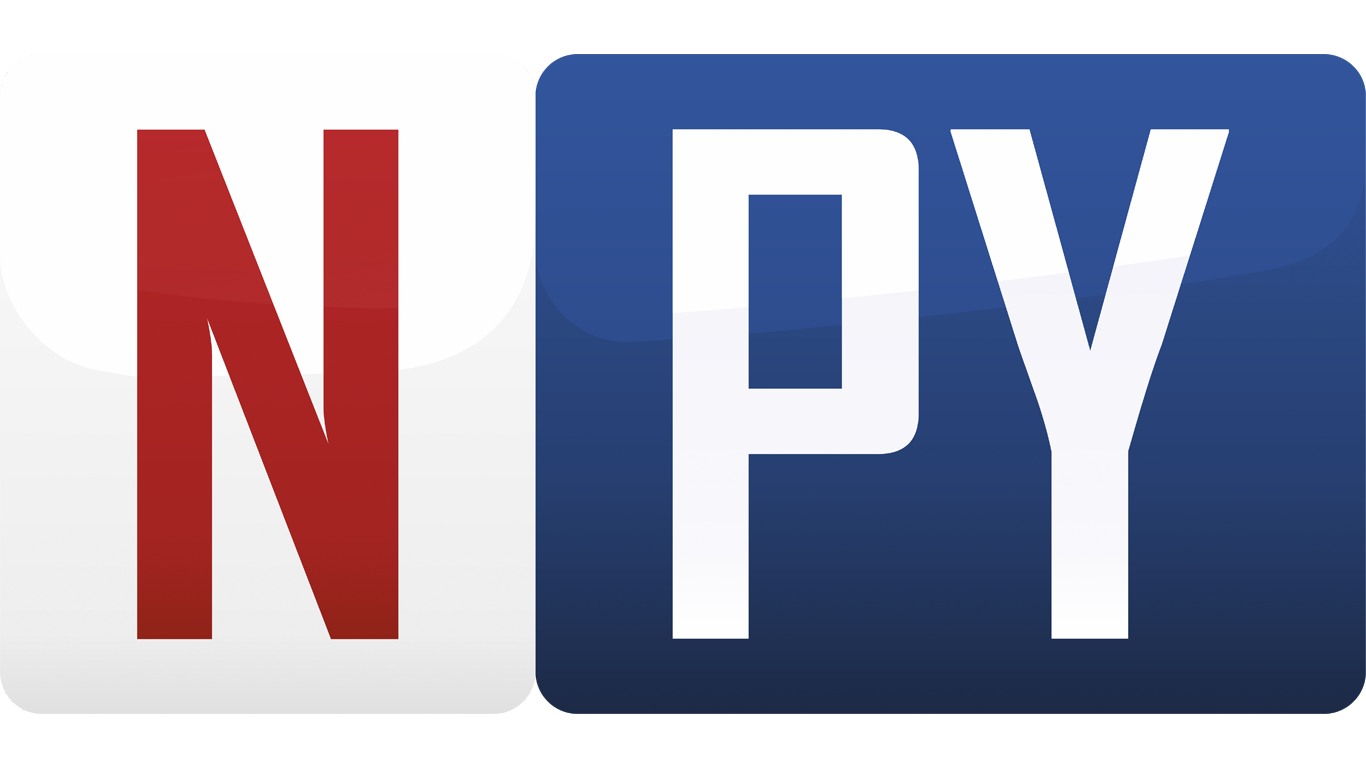
17 de abril de 2017 - 30 de octubre de 2023
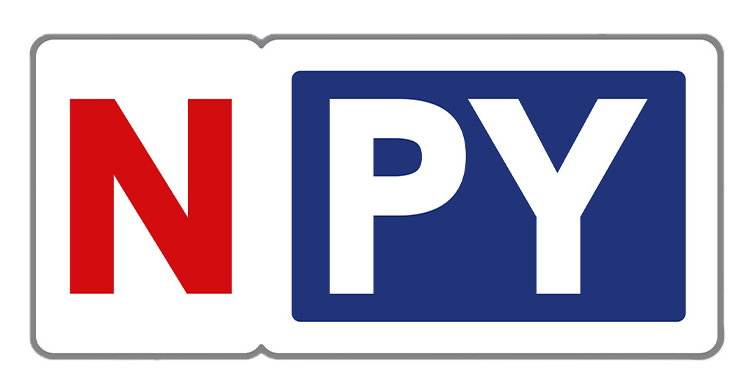
30 de octubre de 2023 - presente